# Cephenemyia macrostis
Cephenemyia macrostis är en tvåvingeart som beskrevs av Brauer 1863. Cephenemyia macrostis ingår i släktet Cephenemyia och familjen styngflugor. Inga underarter finns listade i Catalogue of Life.